# Asterocampa speciosissima
Asterocampa speciosissima is een vlinder uit de familie van de Nymphalidae. De wetenschappelijke naam van de soort is voor het eerst geldig gepubliceerd in 1918 door William James Kaye.